# Nicolas Humbert
Nicolas Humbert, né à Munich en 1958, est un réalisateur suisse. 
Il est connu pour ses ciné-poèmes, comme Step Accross the Border, Middle of the Moment et Wild Plants, et pour ses films documentaires. Ses premiers films, réalisés en super 8, montrent une grande influence du surréalisme français.  

## Biographie
Entre 1982 et 1987, Nicolas Humbert étudie le cinéma à la Hochschule für Fernsehen und Film München.  
À sa sortie de l'école, en 1987, il fonde la maison de production CineNomad avec son ami Werner Penzel. Ensemble, ils réalisent plusieurs documentaires, dont Step Across the Border, qui a pour sujet le guitariste Fred Frith, et Middle of the Moment. 
En 2016, il réalise Wild Plants qui fait sa première en sélection internationale du festival Visions du Réel. 

## Filmographie
- Nebel Jagen (1983-1984). En français : Chasse au Brouillard. Premier film réalisé alors qu'il est étudiant.
- Wolfsgrub. Portrait of my mother (1985-1986). Film étudiant réalisé seul. Portrait de sa mère, Eva Humbert Mohr qui revient sur ses années de jeunesse, l'histoire de ses parents, les choix qu'elle a faits et le lieu où elle a toujours vécu : Wolfsgrub.
- Lani und die Seinen (1988-1989)
- Step Across the Border. A ninety minute celluloid improvisation (1988-1990). Coréalisé avec Werner Penzel. Un film sur l'improvisation, avec pour protagoniste principal, Fred Frith. Les deux cinéastes ont suivi pendant deux ans le musicien durant une tournée mondiale. Le film alterne entrevues avec Fred Frith, répétitions, concerts, bœufs musicaux et moments captés dans le réel et montés à la manière d'une partition musicale.
- Middle of the Moment (1992-1995) A cinepoem about nomadic life. Coréalisé avec Werner Penzel.
- Null Sonne. No Point (1996-1997)
- Vagabonding Images (1998), coréalisé avec Simone Fürbringer. Le film est monté comme un cadavre exquis. L'un des deux cinéastes filme, laisse une dernière image visible à l'autre cinéaste qui, à partir de cette image va à son tour, filmer. Le tout se perçoit comme un jeu de correspondances, d'allers-retours, sans ordre de narration.
- Why Should I Buy a Bed When All That I Want Is Sleep (1999), coréalisé avec Werner Penzel est le fruit d'une relation sur le long terme avec le poète américain Robert Lax. Ce poète minimaliste, issu de la Beat Generation a mené une vie errante dont les trente dernières années se sont déroulées en Grèce. Les deux cinéastes, pendant plusieurs années, sont allés le voir chez lui et l'ont filmé.
- Three Windows (1998-1999)
- Not like before (2004-2005)
- Brother Yusef (2005)
- Lucie et Maintenant (2007)
- Wonderland (2009)
- I'm a Crow (2009)
- Wanted! Hanns Eisler (2012)
- Wild Plants (2016)
- Floating Islands, réalisé avec Simone Fürbringer (2023)